# Kinder
Pour les articles homonymes, voir Kinder (homonymie).
Kinder est une marque de confiseries chocolatées de l'entreprise agroalimentaire italienne Ferrero.

## Histoire
Créée par Michele Ferrero, la marque Kinder est développée à Alba, en Italie en 1968 et la même année entre sur les marchés allemand et italien. Par la suite, Ferrero garde le nom Kinder (« enfants » en allemand) pour l'ensemble de ses autres nouveaux produits dans le monde.

## Produits
Les produits vendus sous la marque varient en fonction des pays, pour un total d'un peu plus de 25 variétés.
Parmi les produits commercialisés, on retrouve Kinder Surprise, Kinder Joy, Kinder Chocolat, Kinder Schoko-Bons, Kinder Mini Eggs, Kinder Délice, Kinder Country, Kinder Bueno, Kinder Cards, Kinder Maxi, Kinder Maxi King, Kinder Pingui, etc.

## Santé

### Cancérogénicité de Kinder
L'organisation non gouvernementale allemande Foodwatch affirme que les barres Kinder Chocolat et Kinder Maxi sont contaminées par leur emballage avec des taux importants d'environ 1,2 mg/kg d'huiles minérales aromatiques (MOAH) qui, selon l'Autorité européenne de sécurité des aliments (AESA), sont des « substances décrites comme potentiellement cancérigènes et mutagènes »,,.

### Nutrition
D'après Open Food Facts, tous les produits Kinder ont un Nutri-Score de E, sont riches en sucre et en graisses et pauvres en fibres.

### Contamination à la salmonelle
Le texte peut changer fréquemment, n’est peut-être pas à jour et peut manquer de recul. 
Le titre et la description de l'acte concerné reposent sur la qualification juridique retenue lors de la rédaction de l'article et peuvent évoluer en même temps que celle-ci.
En avril 2022, les autorités de nombreux pays effectuent des rappels des produits Kinder. L'usine d'Arlon exploitée par le groupe a en effet été contaminée aux salmonelles. La production des produits concernés étant centralisée dans cette usine, les produits de chez Kinder sont introuvables pendant plusieurs semaines dans de nombreux pays, le temps de réaliser le nettoyage de l'usine, occasionnant de lourdes pertes financières, le rappel ayant eu lieu quelques semaines avant Pâques. En France, au moins une plainte a été déposée.
Des centaines d'enfants européens ont été malades, et, en France, sur les 81 enfants concernés, 22 ont été hospitalisés. En 2022, le directeur général de Ferrero France, tout en affirmant être transparent, laisse entendre que le problème de contamination serait un cas isolé. En 2024, l'émission Complément d'enquête affirme que cela n'est pas le cas : selon un document des autorités européennes, les contaminations se sont produites des dizaines de fois. Entre le 3 décembre 2021 et le 25 janvier 2022, soit une période d'environ deux mois, 81 échantillons en provenance de l'usine belge ont été testés positifs à la salmonelle. La production a dû être arrêtée le 16 décembre 2021, et dès le premier jour de relance, le 3 janvier 2022, malgré d'importantes décontaminations effectuées, un test s'avère positif, allongeant la liste des cas anormaux. Au total, 21 journées présentent des anomalies après la mi-décembre 2021, contre une seule signalée par le directeur lors de sa communication du 25 mai 2022. Début avril 2022, lorsqu'éclate le scandale des chocolats contaminés, les autorités sanitaires belges inspectent l'usine d'Arlon pendant neuf jours et trouvent, sur l'ensemble de leurs prélèvements, sept résultats positifs à la salmonelle. L'entreprise affirme avoir pris des précautions, effectuant des tests de ses produits avant la mise sur le marché, mais n'explique pas la présence de produits contaminés sur les lieux de mise en vente au détail dans une quinzaine de pays européens, au Canada, et aux Etats-Unis.
Légalement, en Belgique, une entreprise n'est pas obligée d'alerter les autorités si elle estime que les consommateurs ne sont pas en danger. Mais l'Agence fédérale pour la sécurité de la chaîne alimentaire estime probable que l'entreprise aurait dû notifier les incidents aux autorités,. La crise d'avril 2022 a été suivie de plusieurs enquêtes judiciaires, dont l'une doit déterminer si l'entreprise aurait dû alerter les autorités. En avril 2022, la société avait déclaré avoir connu « des défaillances internes, provoquant des retards dans la récupération et le partage d'informations ».

## Salons et bourses d'échanges
- France
  - Bourse européenne de fèves et surprises Kinder à Rivery (Somme)
  - Salon Kinder à Carvin (Pas-de-Calais)
  - Salon toute collection et Kinder à Caen (Calvados)
  - Salon de la collection Kinder surprise à Jouarre (Seine-et-Marne) le 2 décembre 2012